# بیدگل (مرودشت)
بیدگل (مرودشت)، روستایی از توابع بخش درودزن شهرستان مرودشت در استان فارس ایران است.

## جمعیت
این روستا در دهستان ابرج قرار دارد و براساس سرشماری مرکز آمار ایران در سال ۱۳۸۵، جمعیت آن ۱٬۰۲۸ نفر (۲۱۱خانوار) بوده‌است.